# Gyda Eiriksdotter
Gyda Eiriksdotter (Gyða Eiríksdóttir) var en norsk drottning som gift med Harald Hårfager.
Hon var dotter till kung Eirik från Hordaland och uppfostrades hos en storbonde i Valdres. Med Harald Hårfagre fick hon barnen Ålov Årbot, Rørek, Sigtrygg, Frode och Torgils. Sönerna Frode och Torgils drog i viking till Irland och Torgils var, enligt Snorre, den förste norske kungen i Dublin. Detta är dock inte historiskt korrekt och beror på en förväxling av Torgils och vikingahövdingen Turgeis som var kung där från 830 till 845.
Gyda har fått äran för maken Haralds tillnamn "Hårfagre". Han hade förälskat sig i kungadottern Gyda (dotter till småkungen Eirik i Hordaland) och sände sina bönemän för att hämta henne, men hon ville inte ha Harald, eftersom han inte var tillräckligt mäktig. Hon undrade varför han inte hade lagt hela Norge under sig. Han blev dock inte förnärmad av hennes ord, utan antog utmaningen och lovade att inte klippa sig förrän han hade samlat hela landet under sig. År 872 hade Harald lagt hela Norge under sig och kung Eirik hade dött i strid mot Haralds trupper. Därefter förde Haralds krigare Gyda till honom och hon blev gjord till frilla.